# Crown Jewel (2022)
Crown Jewel (2022) — четвёртое шоу Crown Jewel, премиальное живое шоу производства американского рестлинг-промоушна WWE. Шоу прошло 5 ноября 2022 года, на арене «Мрсул Парк» в Эр-Рияде, Саудовская Аравия. Это второе шоу Crown Jewel, которое прошло на этой площадке после первого мероприятия 2018 года, которое состоялось там, когда стадион ранее назывался «Стадионом Университета короля Сауда». В 2020 году стадион сменил название на «Мрсул Парк». Это восьмое мероприятие, которое WWE провело в Саудовской Аравии в рамках 10-летнего партнерства в поддержку программы Saudi Vision 2030.
Crown Jewel стало одним из самых успешных шоу WWE в истории заграничных гастролей, побив несколько цифровых показателей. В главном событии Роман Рейнс победил Логана Пола и сохранил титул неоспоримого чемпиона Вселенной WWE.

## Предыстория шоу
О проведении шоу было объявлено в эфире шоу Raw 23 мая. Crown Jewel — одно из традиционных ежегодных шоу, которое WWE организует в Саудовской Аравии с 2018 года. Шоу проводятся в соответствии с концепцией Саудовского правительства «Saudi Vision 2030». Шоу с таким названием проводится в четвёртый раз. Ранее Crown Jewel организовывали ежегодно, однако в 2020-м году по причине коронавирусных ограничений шоу было отложено. Также это будет второе шоу Crown Jewel, которое пройдет на арене «Mrsool Park» — в первый раз это было в 2018-м году, и тогда арена называлась «Стадион Университета Короля Сауда» (название изменили в 2020-м году). Шоу традиционно будет показано в эфире WWE Network, а в некоторых странах на эксклюзивных стриминговых сервисах.

## Сюжеты и назначение матчей
Традиционно на шоу WWE рестлеры проводят матчи, развивающие их сюжеты и истории. Наиболее частый вид матча — противостояние положительного («фейс») и отрицательного («хил») персонажей. Подготовка матча и раскрытие сути конфликта происходит на телевизионных шоу — в случае основного ростера WWE это Raw и SmackDown.
Главный матч шоу сложился из противоречия Романа Рейнса и Логана Пола, которые в течение некоторого времени обменивались колкостями в интервью и подкастах. В сентябре 2022 года Рейнс был гостем подкаста Логана Пола «Impaulsive», где участники обменялись критическими высказываниями лицом к лицу. 16 сентября Логан Пол появился на шоу WWE Smackdown, где пригласил Романа Рейнса на пресс-конференцию в Лас-Вегас на следующий день, а также высказал уверенность в том, что Рейнс — доминирующий чемпион, но один удачный удар может принести победу Полу. На пресс-конференции был утвержден матч между Полом и Рейнсом. В последующем Рейнс потребовал от своих подопечных, чтоб они не трогали Логана Пола, чтобы не использовать преимущество в количестве, однако на Smackdown 21 октября Джей Усо напал на Пола в концовке шоу. В результате Пол смог ответить мощным ударом, вырубив Усо. Это третий матч Пола в WWE после командного матча на WrestleMania 38 и матча 1х1 против Миза на Summerslam 2022. Готовиться к матчу Полу помогали тренеры WWE Дрю Гулак и Шейн Хелмс, а также старший вице-президент WWE по развитию кадров Шон Майклс. Для подготовки Полу в Пуэрто-Рико, где тот проживал и тренировался, выслали ринг WWE. За день до шоу на пресс-конференции, посвященной Crown Jewel, объявили, что Логана Пола в день матча поддержит его брат Джейк Пол.
В начале 2022 года Брок Леснар и Бобби Лэшли приняли участие в серии матчей с мировыми титулами WWE на кону. На Day 1 Брок Леснар выиграл титул в 5-стороннем матче, хотя Лэшли в тот день смог провести ему несколько удачных атак, а Леснар ответить не смог ничем. На Royal Rumble Лэшли выиграл у Леснара Чемпионство WWE после того, как Брока предал Пол Хейман. На Elimination Chamber Леснар вернул себе титул, хотя Лэшли в матче участия не принял из-за травмы. 10 октября Брок Леснар вернулся на шоу Raw после двухмесячного отсутствия и без лишних слов напал на Бобби Лэшли, который ранее включил Леснара в список тех, кого он ранее одолел. После этого существенно побитый Лэшли проиграл Чемпионство США Сету Роллинсу, который потребовал, чтобы матч состоялся. Позже Лэшли предложил Леснару разобраться лицом к лицу, и на следующем RAW 17 октября они снова встретились, снова подрались, на этот раз Лэшли удалось оставить последнее слово за собой. Матч между бойцами был утвержден. На RAW 31 октября рестлеры должны были провести параллельное интервью в режиме «сплит-скрина», однако Леснар на шоу не явился, а вышел в зал, чтобы разобраться. Рестлеры подрались, их пришлось растаскивать остальным рестлерам и закулисным сотрудникам, включая Креативного директора WWE Пола Левека.
Осенью 2022 года группировка «Судный день», сложившаяся ранее в составе Финна Балора, Дамиана Приста, Реи Рипли и Доминика Мистерио, перенесла своё внимание на Эй. Джей. Стайлза, предложив ему вступить в свои ряды. 10 октября на RAW Стайлз вроде бы согласился на предложение оппонентов, однако затем неожиданно объявил о возвращении своих давних друзей по группировке «Клуб» Карла Андерсона и Люка Гэллоуза, которые покинули WWE в 2020 году, после чего два года выступали в других организациях. 17 октября на RAW Судный день заявился в зал после того, как Клуб одолел Альфа-Академию, и Стайлсу предложили матч против Доминика 1х1. В этом матче Рипли отвлекла Стайлса, и Мистерио-младший удержал его сворачиванием. В результате «Судный День» бросил «Клубу» вызов на матч трио на Crown Jewel, и это предложение было принято. На RAW 24 октября. На RAW 31 октября состоялся матч 1х1 между Пристом и Андерсоном. В этом матче неожиданную победу одержал Андерсон. После матча группировки подрались, и Гэллоус снова получил в пах от Реи Рипли. По ходу подготовки матча у Карла Андерсона возникли проблемы с его прежним работодателем NJPW. 5 ноября он также был заявлен на шоу этой организации в Осаке. В NJPW убеждали, что Андерсон игнорирует свой букинг, сам Андерсон утверждал, что к нему ни с каким предложением по проведению матча не обращались. В итоге Андерсона сняли с карда шоу NJPW.
Дрю Макинтайр летом получил право на матч за Неоспоримое чемпионство Вселенной WWE против обладателя титула Романа Рейнса на Clash at the Castle в Великобритании. Незадолго до шоу возвращение в WWE совершил бывший чемпион NXT Каррион Кросс, начавший угрожать обоим участникам матча. Позже Кросс перенёс внимание на Дрю Макинтайра, объявился на британском премиум-шоу, хотя и не повлиял на исход матча Дрю. На SmackDown 9 сентября Кросс напрямую напал на Макинтайра и запер в свой фирменный болевой. Макинтайр обвинил Кросса в трусости, на что Кросс ответил нападением на Макинтайра во время его матча против недавнего дебютанта SmackDown Соло Сикоа. 23 сентября на SmackDown был назначен матч с ремнём на Премиум-шоу Extreme Rules. В последующей потасовке Кросс атаковал Дрю огненным шаром и ударил в пах. Матч на Extreme Rules выиграл Кросс после того, как Скарлетт прыснула из перцового баллончика в лицо Макинтайру. На Smackdown 14 октября Макинтайр воспользовался автомобильной аварией, в которую попал Кросс, и избил его. 21 октября на Smackdown он объявил, что на Crown Jewel пройдет ещё один матч, и на этот раз это будет матч в клетке, чтобы избежать возможных вмешательств>.
На Raw 5 сентября в WWE вернулся экс-Чемпион Мира Брон Строумен, проведший около полутора лет вне WWE. После его первых матчей, которые Строумен легко выигрывал, на него обратили внимание МВП и Омос. МВП заявил, что Строумен зря называет себя «Монстром из всех монстров», ведь по сравнению с Омосом он отнюдь не гигант. 21 октября на Smackdown рестлеры поругались и чуть не подрались, но зато по итогам шоу был назначен матч на Crown Jewel.
На SummerSlam объявились Бэйли, Дакота Кай и Ийо Скай. Они завязали противостояние с Бьянкой Билэйр, которой на помощь пришли Алекса Блисс и Аска. На Clash at the Castle девушки провели матч, в котором Бэйли удержала Бьянку, принеся победу своей команде. После этого Бэйли заявила о своих претензиях на титул красного бренда и 26 сентября на Raw был утвержден титульный матч с лестницами между Бьянкой и Бэйли на шоу Extreme Rules. Этот матч выиграла Бьянка, однако 24 октября на Raw Бэйли одолела Бьянку после вмешательства Никки Кросс, что дало ей право на ещё один матч за титул. Так на Crown Jewel назначили матч по правилам «Последняя живая».
В марте 2022 года в основном ростере WWE сложилась группировка выходцев с британских островов — Шимус, Бутч и Ридж Холланд. Вместе они одолели Новый день на WrestleMania и утвердили себя как силу, с которой нужно считаться. Пока Шимус преследовал сольные титулы, Бутч и Холланд выступали в команде. По ходу противостояния с группировкой «Империум» на Smackdown 16 сентября они выиграли право на матч за Командное чемпионство. Титулами владели братья Усо, которые стали Чемпионами Smackdown ещё на Summerslam в 2021 году, а в мае 2022 года выиграли и чемпионство RAW, объединив титулы. Титульный матч состоялся на Smackdown 23 сентября, и на его исход — победа Усо — повлияло вмешательство Имперцев. После того, как на Extreme Rules «Бруталы» одолели «Империум» в матче по правилам старого доброго стильного Доннибрука, они получили право на ещё один матч за Командное чемпионство.
На RAW 31 октября Бэйли, Дакота Кай и Ийо Скай вмешались в матч Бьянки против Никки Кросс, и той на помощь пришли Алекса Блисс и Аска, которые перед этим не выступали около месяца. По итогам заварушки на то же шоу был назначен матч за Женское командное чемпионство, в котором Блисс и Аска одержали победу и выиграли титулы. На следующий день рестлершам назначили ещё один командный матч за титулы, на этот раз на Премиум-шоу.

## Результаты
| №                               | Результаты | Условия                                                       | Время |
| ------------------------------- | --- | ------------------------------------------------------------- | ----- |
| 1                               | Брок Леснар победил Бобби Лэшли | Одиночный матч                                                | 6:00  |
| 2                               | «Контроль повреждений» (Дакота Кай и Ийо Скай) победили Алексу Блисс и Аску (с)                                                          | Командный матч за титулы командных чемпионов WWE среди женщин | 12:50 |
| 3                               | Дрю Макинтайр победил Карриона Кросса (со Скарлетт)                                                                                      | Одиночный матч в стальной клетке                              | 13:00 |
| 4                               | «Судный день» (Финн Балор, Дамиан Прист и Доминик Мистерио) (с Реей Рипли) победили The O.C (Эй Джей Стайлз, Люк Галлоус, Карл Андерсон) | Командный матч шести человек                                  | 14:00 |
| 5                               | Брон Строумэн победил Омоса | Одиночный матч                                                | 7:30  |
| 6                               | Братья Усо (Джей и Джимми) (с) победили «Дерущихся брутов» (Ридж Холланд и Бутч)                                                         | Командный матч за титул неоспоримых командных чемпионов WWE   | 10:45 |
| 7                               | Бьянка Белэр (с) победила Бэйли | Одиночный матч по правилам «Последний стоящий на ногах»       | 20:20 |
| 8                               | Роман Рейнс (с) (с Полом Хейманом) победил Логана Пола                                                                                   | Одиночный матч за титул неоспоримого чемпиона Вселенной WWE   | 24:50 |
| - (ч) – чемпион на начало матча | |                                                               |       |

## Результаты и события шоу
Шоу открыл матч Бобби Лэшли и Брока Леснара. Лэшли доминировал в матче, проломил оппонентом секцию заграждений. На ринге Лэшли зафиксировал Хёрт-лок, однако Леснар смог оттолкнуться ногами от турнбаклов в углу, опрокинуться вместе с Лэшли на спину и прижать его лопатки к матам, после чего судья отсчитал три удара.
Вторым состоялся матч за Командное женское чемпионство. Девушки по традиции шоу в Саудовской Аравии вышли в полностью закрытых костюмах. Матч получился быстрым и обоюдоострым. Решающим стало вмешательство Никки Кросс, проведшая Алексе Блисс эйс-крашер с канатов, пока судья Дафни Лашон отвлеклась на противостояние японок, которые на тот момент были нелегальны в матче. Когда рефери повернулась к Блисс, ее уже удержала Дакота Кай. Кай и Скай таким образом во второй раз стали Командными чемпионками.
Третий матч прошел в клетке, Дрю Макинтайр пытался таким образом нейтрализовать Скарлетт, которая прежде помогала Карриону Кроссу. На этот раз Скарлетт снова прыснула в лицо Макинтайра из баллончика, причем досталось так же и судье Дэну Энглеру. Скарлетт при этом закрыла дверь на ключ, который спрятала у себя. Кросс не смог воспользоваться этой ситуацией и покинуть клетку до того, как Макинтайр пришёл в себя. Дрю Макинтайр смог контратаковать и начал вылезать через верх клетки. Кросс в это время пополз к дверце, которую для него открыли. Макинтайр успел спрыгнуть и раньше коснуться пола ногами, что принесло ему победу по правилам матча.
Матч Клуба и Судного Дня состоялся четвертым, и в мужские разборки уже по традиции вмешивалась Рея Рипли. Она смогла стащить Эй. Джей. Стайлса с апрона, подсев под него и подняв его в Электрическом стуле, после чего сбросила на апрон и закатила на ринг. Финн Балор провел шотган-дропкик, а затем Ку-Де-Гра и принес победу своей группировке.
Пятый матч стал матчем супертяжеловесом, Омос и Строумен выясняли отношения. Строумен смог возместить недостаток роста и веса, он вытерпел коронные приёмы Омоса и реализовал свою возможность, проведя Пауэрслэм и удержав оппонента.
Командный матч за титулы шел с переменным успехом, британцы смогли противопоставить братьям Усо скорость, набор креативных приёмов и стилевое разнообразие: технический стиль Бутча и силовой Риджа Холланда. Усо смогли справиться с оппонентами, Холланд был одновременными суперкиками сброшен с апрона на пол, а затем Бутч получил Первый день с третьего каната и удержан.
Матч по правилам «Последняя стоящая на ногах» прошел седьмым. Противостояние происходило не только на ринге, но и на сцене, где рестлерши обменялись бросками, а Бэйли пыталась воспользоваться гольф-каром. Бьянка избежала наезда, а затем сама на каре привезла к рингу Бэйли, закинув ее на крышу. В концовке Бьянка положила Бэйли между створками лестницы на ринге и подпихнула ее под нижний канат углу. Бэйли не была в отключке, однако она не смогла выбраться из этой ловушки и подняться до счета 3, таким образом, проиграв матч.
Перед завершающим матчем на ринг вышел Брэй Уайатт, который рассказал зрителям привычную историю о своем текущем состоянии, о своих бывших проблемах и будущих планах. Его речь как обычно прервало видео с экрана, в котором человек в маске сообщил, что знает все секреты Уайатта.
Закрывали шоу Логан Пол и Роман Рейнс. Рейнс доминировал, однако Логан Пол успешно отвечал за счет природных данных, силы и ловкости. Когда Рейнсу на помощь вышли братья Усо, их попытались нейтрализовать друзья Пола, сидевшие в первом ряду, однако они были быстро побиты. В результате помочь брату вышел Джейк Пол, который поочередно вырубил Джимми и Джея Усо боксёрскими ударами. Его вышел нейтрализовывать Соло Сикоа. Возникла серьезная неразбериха, Логан Пол воспользовался ей, чтобы провести прыжок с ринга за его пределы на всех оппонентов. Ярким моментом матча стала атака Пола с канатов на стол комментаторов, где уже был положен Рейнс. Эту атаку Пол провел в прямом эфире в инстаграме, и ролик быстро собрал более 40 миллионов просмотров. Когда Пол вернулся на ринг, Рейнс быстро поймал его на Супермен-панч и удержал. По ходу матча Логан Пол получил тяжелую травму колена, однако смог завершить матч до финиша.

## Последствия шоу
Crown Jewel стало одним из самых успешных в истории заграничных шоу WWE. Его общая аудитория стала рекордной среди выездных шоу, а суммарная выручка от организации шоу в Саудовской Аравии превысила все доходы, полученные от проведения всех 38 WrestleMania. У шоу был и серьезный социальносетевой успех, в частности, выход в прямой эфир Instagram Логаном Полом во время проведения атаки с третьего каната на стол комментаторов, в первые несколько дней просмотрели более 40 миллионов зрителей.
После того, как на первом Raw после Crown Jewel снова поругались представительницы «Контроля Урона», а также Бьянка, Аска и Алекса Блисс, было предложено провести матч по правилам «Военные игры» на Премиум-шоу Survivor Series WarGames.
Другой матч "Военные игры" назначили Дерущимся Брутам и самоанской Кровной Связи в полном составе. Бутчу, Холланду и вернувшемуся Шимусу ассистировали Дрю Макинтайр и Кевин Оуэнс.